# 2006 في تشاد
هذه المقالة هي قائمة الأحداث في عام 2006 في  تشاد.

## في السلطة
- الرئيس : إدريس ديبي
- رئيس الوزراء : باسكال يوديمنادجي

## أحداث

### يناير
- 27 يناير - فر أكثر من 2000 لاجئ من جمهورية إفريقيا الوسطى إلى الحدود الجنوبية لتشاد، هربًا من العنف بين الفصائل في وطنهم. [1] [2]

### أبريل
- 12 أبريل - ترسل الحكومة التشادية جنودا إلى العاصمة نجامينا لتأمينها من التهديد القادم من المتمردين. [3]

- 14 أبريل - فيلق السلام يعلق مؤقتا مشاركته في تشاد خوفا على سلامة المتطوعين داخل البلاد بسبب عدم الاستقرار والقتال بين المتمردين. [4]
- 18 أبريل - حذر الأمين العام للأمم المتحدة كوفي أنان من أن العنف من تشاد قد يمتد إلى دول وسط إفريقيا المجاورة. [5]

### أغسطس
- 26 أغسطس - أجبر الرئيس ديبي شركتي النفط شيفرون وبتروناس على مغادرة البلاد، مشيرًا إلى أن أيًا من الشركتين لم تدفع ضرائب للبلاد. [6] [7]

### سبتمبر
- 4 سبتمبر - كشف مايك فاي من ناشيونال جيوغرافيك أن الصيادين قد قتلوا 100 فيل بالقرب من محمية في شمال تشاد. [8]